# Zatōichi
Zatōichi (座頭市?) es una película japonesa de samuráis, estrenada en 2003, escrita, dirigida y protagonizada por Takeshi Kitano. El filme también mezcla elementos de drama y comedia en su argumento y es una nueva adaptación de las aventuras de Zatōichi. El personaje, un samurái ciego que recorre los caminos del país impartiendo justicia, fue creado a principios de los años 1960 por el novelista Kan Shimozawa alcanzando gran popularidad en la literatura y la cultura japonesa. El actor Shintarō Katsu encarnó su figura en un total de 26 películas y una serie de televisión rodadas entre 1962 y 1989.
La cinta obtuvo 16 nominaciones, entre las que destacan la recibida en los Premios del Cine Europeo, y recibió 24 galardones en ceremonias como los premios de la Academia Japonesa de Cine, los Blue Ribbon, los Kinema Jumpō, el Festival de Sitges, el Festival de Toronto o el Festival de Venecia.

## Argumento
La historia está ambientada en el Japón del siglo XIX y narra una aventura de Zatōichi, (Takeshi Kitano) un vagabundo ciego que vive de lo que gana dando masajes y jugando a los dados. Pero bajo esta apariencia esconde un gran secreto, es un maestro con la espada. El destino le lleva a un pueblo aislado en las montañas, que sufre bajo la presión de los secuaces de Ōgiya (Saburō Ishikura), dueño del burdel del pueblo. Él tiene como lugarteniente a Ginzō (Ittoku Kishibe), quien junto a su banda, exige a los habitantes del pueblo que les paguen por protección o se atengan a sus represalias. Los atropellos de Ginzō han aumentado desde que se le unió un hábil espadachín rōnin llamado Hattori Genosuke (Tadanobu Asano). 
Zatōichi hace amistad allí con una pobre mujer llamada O-Ume (Michiyo Okusu), su sobrino Shinkichi (Guadalcanal Taka), muy aficionado a los dados, y a dos geishas, O-Kinu Naruto (Yuko Daike) y O-Sei Naruto (Daigorō Tachibana), quienes han llegado a la ciudad para vengar el asesinato de sus padres. Tales geishas sólo tienen como pista para hallar a los asesinos la palabra "Kuchinawa".

## Reparto
- Takeshi Kitano - Zatōichi
- Tadanobu Asano - Hattori Gen'nosuke
- Michiyo Okusu - O-Ume
- Yui Natsukawa - O-Shino
- Daigorō Tachibana - O-Sei
- Taichi Saotome - O-Sei (joven)
- Yūko Daike - O-Kinu
- Guadalcanal Taka - Shinkichi
- Ittoku Kishibe - Ginzō
- Saburō Ishikura - Ogiya
- Akira Emotō - Dueño del bar

## Recepción
La cinta obtiene valoraciones muy positivas tanto en los portales de información cinematográfica como entre la crítica profesional. En IMDb con 49.279 valoraciones obtiene una puntuación de 7,5 sobre 10. Los usuarios de FilmAffinity, computando 28.433 valoraciones, le otorgan una puntuación de 7,2 sobre 10. En el agregador Rotten Tomatoes obtiene la calificación de "fresco" para el 87% de las 127 críticas profesionales registradas y del 88% para las más de 25.000 puntuaciones registradas por los usuarios del portal.
Daniel Andreas, de FilmAffinity, la valora positivamente indicando "Kitano siempre sorprende. La última genialidad del hombre-orquesta japonés (presentador, cantante, humorista, actor, director, guionista, montador y quién sabe cuántas cosas más) es una película de samuráis posmoderna.(...) Entretenidísima, irrepetible, estupenda". El crítico Carlos Boyero para el diario El Mundo indicó "muy divertida.(...) combina el humor surrealista y las aventuras en una historia de samuráis y de venganzas, y que utiliza inmejorablemente los elementos del western. Los duelos a espada son espectaculares y los disparatados números musicales que Kitano introduce en una narración aparentemente clásica no molestan, sino que enriquecen. 'Zatoichi' muesta las mejores virtudes de Kitano: violencia y comicidad de primera clase". Alberto Bermejo, también para el diario El Mundo, destacó "Kitano se ríe, sutilmente o a carcajadas, con delicadeza inteligente o con humor decididamente gamberro, de casi todo". Ángel Fernández-Santos para el diario El País destacó que es "una película ágil, feroz, libérrima, incatalogable y tocada de una rara gracia". Sergi Sánchez en la revista Fotogramas le concedió 5 estrellas de 5 concluyendo en su crítica que "Kitano nos brinda momentos líricos e hilarantes, demostrándonos que solo admitiendo nuestra infinita ignorancia podremos conseguir la paz eterna. Para sibaritas de lo excéntrico y otros degustadores de perlas cultivadas".

## Premios y nominaciones
La película ha sido nominada y premiada en diversas categorías y festivales. Entre ellos destacan:
- Premio a la mejor película, premio del público y premio a la mejor banda sonora en el Festival Internacional de Cine de Cataluña (2003).
- Premio del público en el Festival Internacional de Cine de Toronto (2003).
- León de Plata a la mejor dirección, premio del público y nominación al León de Oro en el Festival Internacional de Cine de Venecia (2003).
- Premios a la mejor fotografía, mejor montaje, mejor iluminación, mejor música y mejor sonido en los Premios de la Academia Japonesa (2004).
- Premio a la mejor actriz de reparto para Michiyo Okusu en los Blue Ribbon Awards, entregados por los críticos de cine y guionistas japoneses (2004).
- Premio a la mejor película y a la mejor actriz secundaria (Michiyo Okusu) en los Kinema Junpo Awards (2004).
- Premio al mejor actor secundario (Akira Emoto) y mejor actriz secundaria (Michiyo Okusu) en el Mainichi Film Concours (2004).
- Nominación al premio a la mejor película en el Festival internacional de Cine de Bangkok (2004).